# میروسواف اوبووینسکی
میروسواف اوبووینسکی (لهستانی: Mirosław Obłoński؛ زادهٔ ۱۷ ژوئیهٔ ۱۹۳۸ - ۲۳ اکتبر ۲۰۲۳) خواننده، شاعر، نویسنده و بازیگر اهل لهستان است.
او دانش‌آموختهٔ رشتهٔ هنر در دانشگاه یاگیلونیا واقع در شهر کراکوف است. او در سال‌های ۱۹۶۴ و ۱۹۶۵ میلادی برندهٔ جایزهٔ نخست «جشنوارهٔ موسیقی اوپوله» شد و طی دوران فعالیت‌های حرفه‌ای خود بیشتر با اوا دمارچک به اجرای برنامه می‌پرداخت.